# Демпстер, Кэрол
Кэрол Демпстер (англ. Carol Dempster, 9 декабря 1901 — 1 февраля 1991) — американская актриса, снимавшаяся в немом кино.

## Биография
Родилась в городке Дулут (штат Миннесота). Её отец, Джон Демпстер, работал экспедитором и сторожем, помощником шерифа и турагентом. Мать — Керри Джон Демпстер. Всего у них было пятеро детей: 3 дочери и двое сыновей.
В 1904 году семья переехала в Калифорнию, поселившись в Санта-Марии (город к северу от Лос-Анджелеса), а в 1915 году Кэрол была зачислена в школу танцев и смежных искусств Denishawn в Лос-Анджелесе.
В 1916 году в составе труппы из школы Denishawn её нанял режиссёр Дэвид Уорк Гриффит для своего фильма «Нетерпимость». Так она впервые появилась на экране в роли одной из танцовщиц Вавилона. Позже, в 1918 году он снова её нанял танцевать в другом его фильме — «Самое важное в жизни». Гриффиту очень нравилась Кэрол, и он стал искать для неё роли в своих фильмах. Она начала с небольших ролей в фильмах «Любовь в счастливой долине» (1919) и «Истинное сердце Сьюзи» (1919). Многие сразу стали говорить о том, что Кэрол является фавориткой режиссёра, и это сильно осложняло её пребывание в труппе вместе с Лилиан Гиш и Мэй Марш.
Первую главную роль Кэрол исполнила в 1920 году в фильме «Цветок любви». К середине 1920-х годов у Гриффита начинается творческий кризис, и в 1926 году Кэрол последний раз снимается в фильме «Скорбь сатаны». Демпстер объявила о завершении карьеры в 1929 году в Европе во время медового месяца.

## Личная жизнь
15 августа 1926 года она вышла замуж за вице-президента инвестиционного банковского дома Эдвина Скиннера. Они жили в доме в Коннектикуте и в квартире на Манхэттене. Детей у них не было. Эдвин умер 2 сентября 1978 года, а Кэрол — 1 февраля 1991 года.
Пара поддерживала музей искусства в Сан-Диего и после их смерти 1,6 миллиона долларов были переданы по завещанию в музей. В нём есть галерея «Мемориал», названная так в честь Эдвина Скиннера и Кэрол Демпстер.

## Фильмография
| Год  |     | Русское название                         | Оригинальное название                            | Роль                 |
| ---- | --- | ---------------------------------------- | ------------------------------------------------ | -------------------- |
| 1916 | ф   | Нетерпимость                             | Intolerance: Love’s Struggle Throughout the Ages | фаворитка в гареме   |
| 1918 | кор | Лиллиан Гиш призывает к свободному займу | Lillian Gish in a Liberty Loan Appeal            | сестра Лиллиан       |
| 1918 | ф   | Самое важное в жизни                     | The Greatest Thing in Life                       | танцовщица           |
| 1918 | ф   | Сундук с приданым                        | The Hope Chest                                   | Этель Хойт           |
| 1919 | ф   | Роман счастливой долины                  | A Romance of Happy Valley                        | девушка из Нью-Йорка |
| 1919 | ф   | Девушка, оставшаяся дома                 | The Girl Who Stayed at Home                      | Этолайн Франс        |
| 1919 | ф   | Верное сердце Сьюзи                      | True Heart Susie                                 | подруга Беттины      |
| 1919 | ф   | Багряные дни                             | Scarlet Days                                     | прекрасная леди      |
| 1920 | ф   | Цветок любви                             | The Love Flower                                  | Стелла Биван         |
| 1920 | ф   | Путь на Восток                           | Way Down East                                    | танцующая            |
| 1921 | ф   | Улица грёз                               | Dream Street                                     | прекрасная цыганка   |
| 1922 | ф   | Шерлок Холмс                             | Sherlock Holmes                                  | Элис Фолкнер         |
| 1922 | ф   | Одна тревожная ночь                      | One Exciting Night                               | Агнес Харрингтон     |
| 1923 | ф   | Белая роза                               | The White Rose                                   | Мэри Каррингтон      |
| 1924 | ф   | Америка                                  | America                                          | мисс Нэнси Монтегю   |
| 1924 | ф   | Разве жизнь не чудесна?                  | Isn’t Life Wonderful                             | Инга                 |
| 1925 | ф   | Салли из опилок                          | Sally of the Sawdust                             | Салли                |
| 1925 | ф   | Эта девица Ройл                          | That Royle Girl                                  | Джоан Дейзи Ройл     |
| 1926 | ф   | Скорбь Сатаны                            | The Sorrows of Satan                             | Мэвис Клэр           |